# Mauremont
Mauremont (em occitano:  Mauremont) é uma comuna francesa na região administrativa da Occitânia, no departamento do Alto Garona. Estende-se por uma área de 5.63 km², com 318 habitantes, segundo o censo de 2018, com uma densidade de 56 hab/km².